# Ferrari Daytona
Ferrari Daytona, celým jménem Ferrari 365 GT/4 Daytona, je dvoumístný automobil třídy Gran Turismo vyráběný firmou Ferrari v letech 1968 až 1973.
Představen byl v roce 1968 na autosalonu v Paříži. Model dostal název podle slavného floridského okruhu v Daytoně. Na tomto okruhu získávaly vozy Ferrari četná vítězství. Vůz se vyráběl do roku 1973 v počtu 1 426 vyrobených vozů. Daytona nahradila typ 275GTB/4 a jejím nástupcem byl model Boxer. Design vozu navrhla firma Pininfarina.
Zpočátku nebyl vůz příliš úspěšný, protože měl motor uložený vpředu, jako tomu bylo u jiných vozů třídy GT, ale Daytona měla konkurovat vozu Lamborghini Miura, který měl motor uložený uprostřed. To ovšem neznamenalo, že by byl model mechanicky zastaralý. Pohon obstarával vidlicový
dvanáctiválec s výkonem lehce přes 350 koní. Automobil akceleroval z 0 na 100 km/h za 5,4 sekundy. Maximální rychlost byla 280 km/h, což bylo o málo více než u konkurenční Miury. Číslo 356 v názvu znamenal objem jednoho válce v krychlových centimetrech a číslo čtyři za lomítkem počet vačkových hřídelí. Vůz mohl při couvání dosáhnout rychlosti až 110 km/h. Po řadu let mu náležel titul nejrychlejšího silničního vozu světa.
První vozidla měla přední reflektory zapuštěná pod krytem z plexiskla. Avšak větší část produkce měla výklopná světla. Oblíbeným provedením se stal kabriolet Spider, jehož se prodalo 165 kusů, hlavně do Spojených států.